# Ragnar Granit
Ragnar Arthur Granit (Riihimäki, 30 ottobre 1900 – Stoccolma, 12 novembre 1991) è stato un neurofisiologo finlandese-svedese a cui fu assegnato il Premio Nobel per la fisiolohgia e medicina nel 1967 insieme a Haldan Keffer Hartline e George Wald "per le loro scoperte riguardanti i processi visivi fisiologici e chimici primari nell'occhio".

## Biografia
Ragnar Arthur Granit nacque il 30 ottobre 1900 a Riihimäki, in Finlandia, all'epoca parte dell'Impero russo, da una famiglia finlandese di lingua svedese. Granit crebbe a Oulunkylä, un sobborgo della capitale finlandese di Helsinki, e frequentò lo Svenska normalceum di Helsinki.
Granit si laureò alla Facoltà di Medicina dell'Università di Helsinki nel 1927.

## Carriera e ricerca

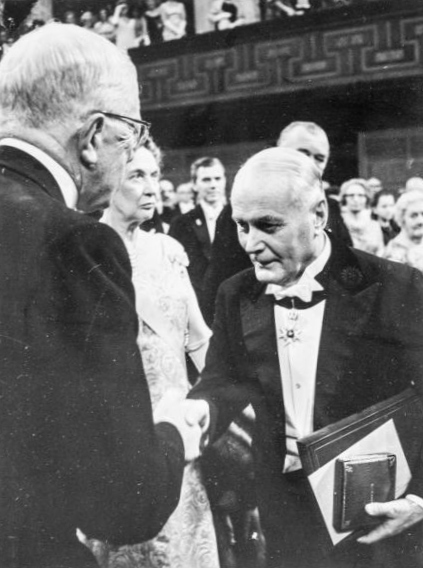
Ragnar Granit riceve il Nobel dal re di Svezia, Gustaf VI Adolf

Nel 1940, quando la Finlandia divenne il bersaglio di un massiccio attacco sovietico durante la Guerra d’Inverno, Granit cercò rifugio - e un ambiente tranquillo per i suoi studi e il suo lavoro di ricerca – a Stoccolma, la capitale della vicina Svezia, all’età di 40 anni. Granit ricevette la cittadinanza svedese che gli permise di vivere e continuare il suo lavoro senza doversi preoccupare della guerra, che durò in Finlandia fino al 1944. Granit era orgoglioso delle sue radici finno-svedesi e rimase un patriottico finlandese-svedese. per tutta la vita, mantenendo case sia in Finlandia che in Svezia dopo che l'armistizio di Mosca pose fine alla guerra e assicurò l'indipendenza finlandese.
Granit fu professore di neurofisiologia presso l'Istituto Karolinska dal 1946 fino al suo pensionamento nel 1967.

## Premi e riconoscimenti
Granit fu eletto membro internazionale dell'American Philosophical Society nel 1954. Nel 1960, Granit fu eletto membro straniero della Royal Society (ForMemRS).
Nel 1967 gli fu assegnato il Premio Nobel per la Fisiologia e la Medicina. Granit disse di essere un premio Nobel finlandese e svedese "cinquanta e cinquanta". L'anno successivo fu eletto membro internazionale dell'Accademia nazionale delle scienze degli Stati Uniti. Nel 1971 fu eletto membro onorario internazionale dell'American Academy of Arts and Sciences.

## Morte
Granit morì il 12 marzo 1991 a Stoccolma all'età di 90 anni. Granit e sua moglie Marguerite, morta lo stesso anno, furono sepolti nel cimitero di una chiesa sull'isola finlandese di Korpo.